# Corythophora rimosa
Corythophora rimosa là một loài thực vật có hoa trong họ Lecythidaceae. Loài này được W.A.Rodrigues mô tả khoa học đầu tiên năm 1974.